# Шненокле
Шненокле или плутајуће острво је десерт француског порекла, који се састоји од снега од беланаца и ванила крема. 

## О називу посластице
Шненокле имају много имена: у Француској се зове „плутајуће острво”, у Немачкој „снежно јаје”, у Мађарској „млеко од птице”, у Пољској „супа ни од чега”.

## Историјат
Најранија позната референца на дезерту на енглеском језику налази се у Уметности кувања је једноставно и лако Хане Глас из 1747. Њен рецепт, под називом „Плутајуће острво”, направљен је од заслађене густе павлаке и коре лимуна умућених у пену, а затим обложених танким кришкама хлеба наизменично са желеом, нагомиланим учвршћеном пеном. Воће и слаткиши су поређани у прстен око ивице посуде који је представљен као средишњи део.
У писму Бенџамина Френклина из 1771. писало је да је „За вечером имао плутајуће острво”. Америчка куварица из 1847. наводи плутајуће острво као десерт за прославу четвртог јула.

## Састојци за припрему шненокли
Рецепт преузет са портала Директно:
- 1 литар млека
- 6 целих јаја
- 4 кашике кристал шећера
- 40 грама ванилин шећера
- 2 равне кашике меког брашна

## Припрема
Одвојити беланце од жуманца. Умутити беланца док не постану чврста, постепено додавати кристални шећер, па затим шећер у праху. Ставите пулпу ваниле и махуну у млеко и пустити да прокључа, па смањити температуру. Користећи две кашике, одвајати обле комаде — „острва” од умућених беланаца и ставити да кува у млеко, окретати стране (млеко не сме да кључа!) – око 1 минут. За декорацију, оставите да се шећер полако карамелизује у шерпици. Када се шећер карамелизовао, кашиком направити дизајн на папиру за печење са карамелом. Оставити да се охлади. Послужити „острва” на сосу од ваниле и украсити декорацијом од карамеле.

## У популарној култури
Милена Дравић је спремала шненокле у дечјој ТВ емисији „Метла без дршке”.